# Visages (album d'Abeti Masikini)
Pour les articles homonymes, voir Visage (homonymie).
Albums de Abeti Masikini
Abeti
(1977) Kupepe Suka
(1978)
Visages est un album 33 tours (LP) de l'auteure-compositrice-interprète congolaise Abeti Masikini. Il a été produit en 1977 par BBZ Productions et distribué par la maison de disque multinationale RCA sous la référence RCA-BZL 7014.
Cet album, lancé en pleine vague disco, est la première collaboration entre Abeti Masikini et le guitariste arrangeur français Slim Pezin. Ce dernier a produit et arrangé toutes les chansons de ce disque, qui a connu un énorme succès à sa sortie.
Visages permit à Abeti de relancer sa carrière, qui battait de l'aile depuis 1976.

## Description
La particularité de cet album, aux arrangements très funky et disco, est qu'il montre le côté éclectique d'Abeti,  La chanson phare de ce LP est sans nul doute Motema Pasi (« Peine de cœur »), qui est le second morceau de la face B.
L'autre tube de l'album est Bisuivra-suivra. Ce dernier est une reprise de Bilanda-landa (suivisme) paru dans l'album Abeti Masikini sorti au début de l'année 1977. Avec Motema Pasi, Bisuivra-suivra fera de cet album un succès qui traversera les frontières.
Visages contenait aussi d'autres chansons qui ont marqué et ont contribué à son succès : Assa Mubire, Unipe, Matesso Ya Dunia et Musampa.

## Liste des titres
- Face A
  - Assa Mubire
  - Bi Suivra Suivra
  - Unipe
  - Matesso Ya Dunia
- Face B
  - Musampa
  - Motema Pasi
  - Fulu Kombé
  - Usisilike

## Réception
Le disque se classera en tête de tous les hits afro-caribéens de l'époque.
Lors d'une tournée  promotionnelle en Afrique de l'Ouest, Abeti captera l'attention de Radio Netherlands. Elle tournera  le film Abeti en Holland  dans lequel elle chantera toutes les chansons de Visages durant l'année 1978.
En mars 1980, la Chinoise Chu Mi Yun interprétera à Pékin, lors d'une visite officielle du président Mobutu Sese Seko, deux titres issus de cet album : Motema Pasi et Bisuivra-suivra.[réf. nécessaire] Le public découvrira étonné l'existence d'une Abeti chinoise. En juin 1989, Abeti effectuera une tournée en Chine en compagnie de Chu Mi Yun.[réf. nécessaire]
Elle sera elle-même surprise de voir combien les deux chansons étaient connues du public chinois.

## Équipe technique
- Composition et lead vocal : Abeti Masikini
- Chœurs : Manu Balé, Marie-France
- Basse : Sauveur
- Batterie : Pierre Alain Dahan
- Guitare : Slim Pezin
- Synthétiseur : Georges Taguere
- Percussions : Marc Chantereau
- Direction artistique : Gerard Akueson
- Production et arrangement : Slim Pezin